# Cabrillo College

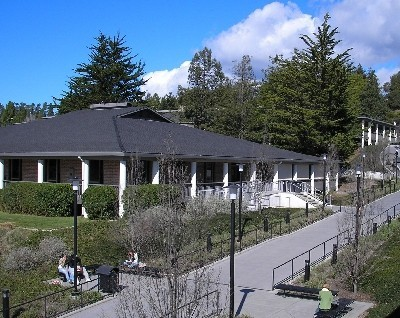
Cabrillo College John Hurd Enrollment Services Building

Das Cabrillo College ist ein 1959 in Aptos, Kalifornien gegründetes Community College. Die Studierenden können in einen zweijährigen Studium einen Associate Degree oder ein Zertifikat in über 70 verschiedenen Studiengängen erwerben. Viele Absolventen wechseln an die Hochschulen University of California, San José State University und California State University.

## Zahlen zu den Studierenden
Die Zahl der Studierenden lag um 2006 bei 13.000, 2009 bei 16.000, 2010 etwa 17.000, 2013 bei 13.000, 2014 bei 14.000 und 2018 bei 12.000. Im Herbst 2021 waren es 9.075, die alle ihren ersten Studienabschluss anstrebten und die damit undergraduates waren.

## Bekannte Absolventen
- Camryn Manheim, Schauspielerin